# Mendelssohn-Denkmal (Düsseldorf)

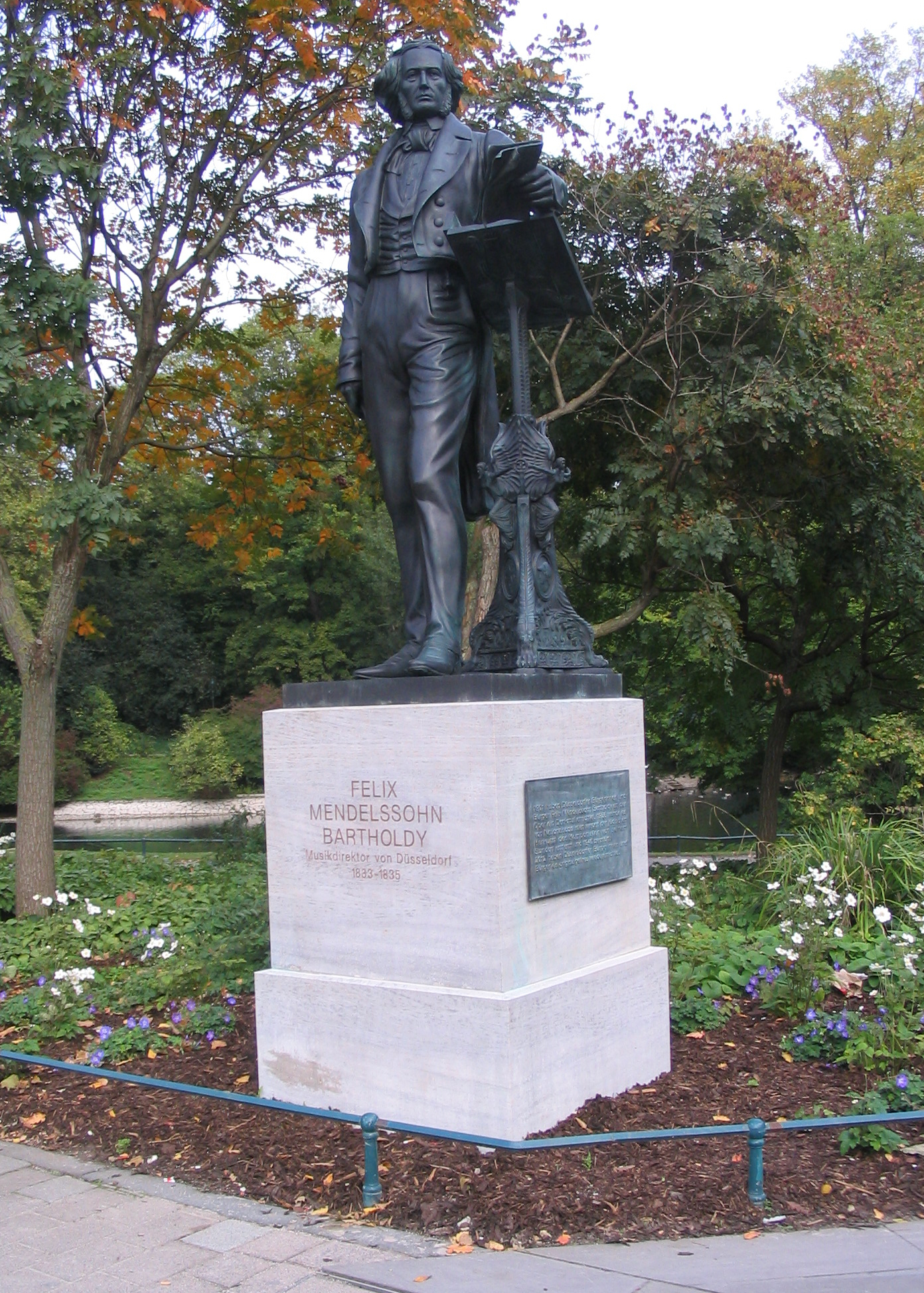
Felix Mendelssohn Bartholdy-Denkmal (Düsseldorf, 2012)

Das Mendelssohn-Denkmal befindet sich in Düsseldorf an der Heinrich-Heine-Allee am Rande des Hofgartens neben dem Opernhaus. Es ehrt den deutschen Komponisten Felix Mendelssohn Bartholdy (1809–1847), der von 1833 bis 1835 Generalmusikdirektor der Stadt Düsseldorf war und der Stadt auch verbunden blieb, nachdem er in Leipzig Gewandhauskapellmeister geworden war.

## Denkmal
Das Denkmal besteht aus einer Statue Mendelssohns, die auf einem Sockel aus Naturstein platziert ist.
Der Dirigent steht rechts neben einem Notenständer mit einem massiven, verzierten Fuß und hat die linke Hand, in der er ein Notenheft hält, auf den oberen Rand der Notenablage gelegt. In der rechten Hand hält er einen Taktstock. Die 2,60 m hohe Statue ist aus Bronze gegossen und wiegt eine Tonne.
Der zweiteilige schlanke Sockel besteht aus hellem Naturstein. Seine Höhe beträgt etwa 1,70 m, wobei der untere Teil etwa 1/3 der Höhe einnimmt und wenige Zentimeter breiter ist, als der obere Teil. Auf dem oberen Sockelteil sind vorne der Name des Dargestellten sowie seine Funktion in Düsseldorf eingemeißelt, während an der linken Seite eine Bronzetafel angebracht ist, auf der Informationen zum Denkmal zu lesen sind.

## Geschichte des Denkmals

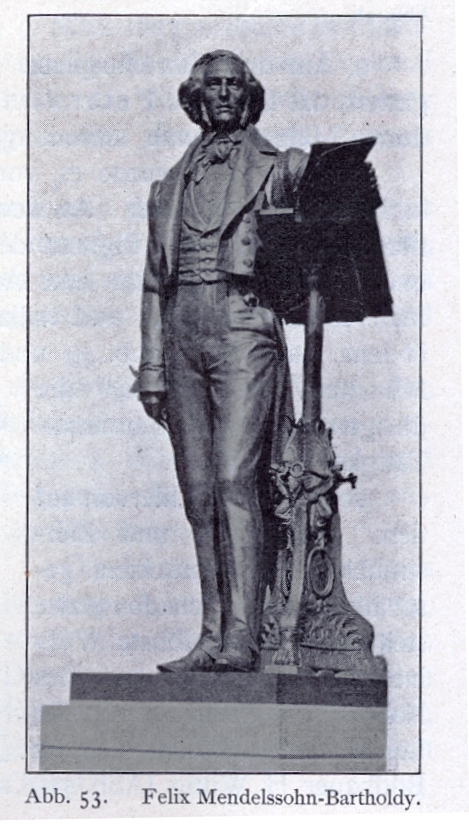
Bronzestandbild Mendelssohns von Clemens Buscher (1901)

Im Jahr 1901 wurde das ursprüngliche Standbild Mendelssohns in einer Nische an der Vorderseite des Stadttheaters Düsseldorf (in den 1950er Jahren unter Aufopferung der historischen Fassade zum Opernhaus umgebaut) aufgestellt. Es war von dem Bildhauer Clemens Buscher in Bronze geschaffen und von Bürgern der Stadt Düsseldorf finanziert worden.
Die Nationalsozialisten entfernten die überlebensgroße Statue Mendelssohns wegen dessen jüdischer Herkunft im Jahr 1936 und lagerten sie in einem Hinterhof des Ehrenhofs ein. Im Zuge der „Metallspende des deutschen Volkes“ transportierte man die Bronzestatue im Jahr 1940 von ihrem Lagerplatz ab, um sie für die Rüstungsindustrie einschmelzen zu lassen.

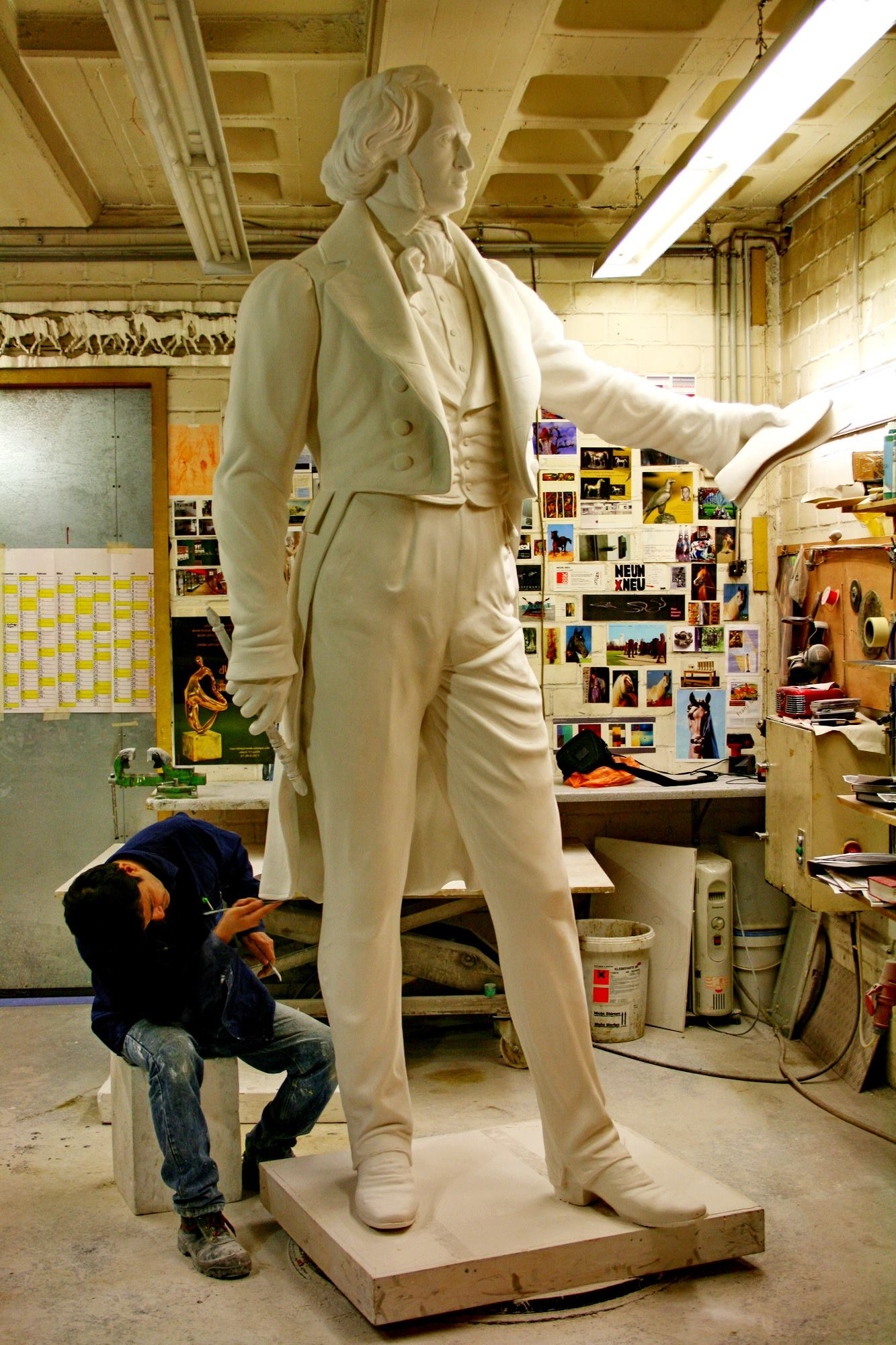
Schwan kamal

Den 200. Geburtstag Mendelssohns im Jahr 2009 nahm eine Gruppe von Düsseldorfer Bürgern zum Anlass, einen „Förderverein zur Wiederaufstellung des Mendelssohn-Denkmals“ zu gründen und Spenden zu sammeln. Da im Stadtmuseum Düsseldorf noch ein Gipsmodell sowie Fotografien der von Buscher geschaffenen Statue vorhanden waren, konnte man die ursprüngliche Skulptur durch den Düsseldorfer Kunstgießer Rolf Kayser  durch den Bildhauer Schwan Kamal Bronze nachbilden lassen.
Die 150.000 Euro kostende Rekonstruktion des Mendelssohn-Denkmals wurde am 27. September 2012 in der Nähe ihres ursprünglichen Standorts neben dem Opernhaus aufgestellt und feierlich eingeweiht.
Im Mai 2020 musste das Monument wegen notwendiger Arbeiten an Fundament und Untergrund demontiert werden. Fast ein Jahr später, am 29. April 2021 konnte das Denkmal wieder an seinen Platz zurückkehren.